# استیون کل
استیون کُل (انگلیسی: Steven Cole؛ زادهٔ ۱۸ مارس ۱۹۸۲) بازیگر اهل بریتانیا است.
از فیلم‌ها و مجموعه‌های تلویزیونی که وی در آن نقش داشته‌است، می‌توان به مجموعه تلویزیونی عامه‌پسند بروک‌ساید و ایزدان کهن و نو (بازی تاج‌وتخت) اشاره کرد.